# Jörg Birkel
Jörg Birkel (* 1972) ist ein deutscher Sportwissenschaftler, Sportjournalist und Buchautor.

## Leben
Nach einem Studium der Sportwissenschaften war Jörg Birkel von 2003 bis 2009 als Dozent an der Deutschen Sporthochschule Köln tätig. Er veranstaltet Trainingscamps und Sportreisen auf Mallorca, wo er auch ein Medienbüro betreibt. Seit 2013 lebt er auf der Baleareninsel. Birkel ist Co-Host bei dem Podcast Ausdauerwelt.

## Veröffentlichungen
- Johann Ackermann, Jörg Birkel: Triathlon. Das Standardwerk: Individuell trainieren mit dem Baukasten-System BLV Verlag Februar 2013. ISBN 978-3-83541-133-3 (Rezension)
- Jörg Birkel, Doreen Reymann: Der Lauf-Guide für Frauen. BLV Verlag 3. Auflage 2016. ISBN 978-3-8354-1530-0 (Rezension)
- Jörg Birkel, Corinne Mäder, Peter Konopka: Lauf-Schlank-Coach für Frauen BLV Verlag 2015. ISBN 978-3-8354-1309-2 (Interview)
- Jörg Birkel, Marie-Astrid Becher: Triathlon für Einsteiger BLV Verlag 2. Auflage 2013. ISBN 978-3-8354-1025-1 (Rezension)
- Jörg Birkel, Ben Schneider: Athletiktraining für Triathleten spomedis Dezember 2011. ISBN 978-3-9363-7665-4 (Rezension)
- Christian Riedel, Jörg Birkel: Wintersportgeräte: richtig auswählen, sicher nutzen Beuth Verlag 2008. ISBN 978-3-410-16870-6 (eingeschränkte Vorschau)